# Кто первый? (мультфильм, 1994)
«Кто первый?» — российский короткометражный рисованный мультфильм 1994 года. По стихотворению Владимира Орлова.
Второй из трёх сюжетов мультипликационного альманаха «Весёлая карусель» № 27.

## Сюжет
Два мальчика сильно ссорятся. Дело доходит до драки. Подошедший мужчина разнимает их и спрашивает, кто первый начал. Дети указывают друг на друга. Тогда мужчина напоминает им об их дружбе и спрашивает «чего не поделили?». На этот вопрос мальчики отвечают, что сами забыли и мирятся.

Стихотворение
— Кто кого обидел первый?

— Он меня!

— Нет, он меня!

— Кто кого ударил первый?

— Он меня!

— Нет, он меня!

— Вы же раньше так дружили?

— Я дружил.

— И я дружил.

— Что же вы не поделили?

— Я забыл.

— И я забыл.
Автор: Владимир Орлов

## Съёмочная группа
| автор сценария, кинорежиссёр и художник-постановщик | Алексей Котёночкин                                      |
| аниматоры                                           | Сергей Антонов, Дмитрий Куликов                         |
| роли озвучивали:                                    | Светлана Харлап, Владимир Ферапонтов, Татьяна Курьянова |

## Музыка
- Эрл Скраггс — «Foggy Mountain Breakdown» из кинофильма «Бонни и Клайд» (Чарльз Страус);
- «Танец рыцарей» из балета «Ромео и Джульетта» (Сергей Прокофьев).